# Suchomiła
Suchomiła – osada w Polsce położona w województwie lubelskim, w powiecie chełmskim, w gminie Dorohusk.
W latach 1975–1998 miejscowość administracyjnie należała do województwa chełmskiego.
Osada na lewym brzegu rzeki Udal, w pobliżu zalewu Husynne w lesistej okolicy.